# کوین هوگاس
کوین هوگاس (انگلیسی: Kévin Hoggas؛ زادهٔ ۱۶ نوامبر ۱۹۹۱) بازیکن فوتبال اهل فرانسه است.
از باشگاه‌هایی که در آن بازی کرده‌است می‌توان به باشگاه فوتبال سرکل بروژ اشاره کرد.